# 福島送電
福島送電株式会社（ふくしまそうでん）は、福島県内で送電線を建設・運用する送電事業者。

## 事業内容
福島県の阿武隈山地・浜通りに送電線、変電所などを建設し、地域に立地する太陽光発電所・風力発電所から電気を集めて東京電力パワーグリッドの設備まで送り届ける事業を営む。2020年1月、合計25 kmの送電線の運用を開始した。2024年7月、計画区間である総延長86.02 kmの送電線網が完成した。

## 歴史
経済産業省資源エネルギー庁は福島県の復興を支援するため、平成29年度予算以降「福島県における再生可能エネルギーの導入促進のための支援事業費補助金」をエネルギー対策特別会計から福島県に支出することになった。福島県は、この補助金を原資に毎年度「阿武隈山地や県沿岸部において、再生可能エネルギー導入のための共用送電線を整備する事業」を行う県内企業に事業費を助成することにした。
福島送電は「福島県新エネ社会構想」で『阿武隈山地及び福島県沿岸部における再生可能エネルギー導入拡大のため、新たな事業体を設立し効率的な送電線の整備を進める』こととされ「再生エネ先駆けの地」実現に向けてスピード感ある取り組みを進めるために設立された会社である。送電線建設にあたっては先述の助成金を活用している。
沿革
- 2016年（平成28年）10月 - 福島発電株式会社と東京電力ホールディングスとが共同で、福島送電準備合同会社として設立した[3]。　　（筆頭株主の福島発電は、福島県、県内市町村、民間企業が出資する第三セクター会社である[4]。）
- 2017年（平成29年）3月 - 東邦銀行が資本参加し、商号を福島送電合同会社に改めた[3]。福島県からの助成のほか、金融機関からの借入金[5]などを原資として、県内に総延長80 kmの送電線を新設する計画を立てた[1]。
- 2019年（平成31年/令和元年）
  - 2月 - 経済産業省から送電事業の許可を受けた[6]。
  - 12月 - 送電事業を実施するにあたり、株式会社に組織変更し、商号を福島送電株式会社に改めた[7]。
- 2020年（令和2年）1月 - 7か所の太陽光発電所と東京電力パワーグリッドの設備とを結ぶ合計25 kmの送電線の運用を開始した[1]。
- 2024年（令和6年）7月 - 阿武隈山地の残る区間の送電線敷設および変電所、分岐所が竣工し、計画区間の86.02㎞の区間がすべて完成した[1]。